# 인간복제
인간 복제는 인간을 복제하는 것으로, 정자와 난자가 수정된 후 태아로 발육되기 전의 세포분열 상태인 인간 배자(胚子)를 복제하여 동일한 유전자를 가진 인간을 계속 출산해
인간복제를 옹호하는 사람들은 면역 억제 약물의 필요성을 피하고 노화의 영향을 막기 위한 이식 수술을 받을 수없는 환자를 치료하기 위한 조직과 전체 장기를 생성하기 위해 복제치료의 개발을 지원한다. 치료용 복제에 대한 반대는 주로 낙태 논쟁과 관련이 있는 배아 줄기 세포 상태를 중심으로 논의된다.
복제에 반대하는 사람들은 기술이 아직 충분히 개발되지 않았다는 우려를 가지고 있다. 또한 사람들은 생식 복제가 남용되기 쉽다는 점과 복제 된 개체가 어떻게 가족과 사회와 전체적으로 통합 될 수 있는지에 대한 우려를 표한다.

## 신학과 윤리 문제
윤리학에서 복제윤리란 복제, 특히 인간 복제의 실천과 가능성에 관한 다양한 윤리적 입장을 의미한다. 이러한 견해 중 많은 부분이 종교적으로 시작되었지만 복제로 제기된 의문은 종교를 넘어선 영역에 직면해 있다. 동물은 현재 실험과 가축 생산을 위해 복제되어 이용되고 있다.
신학에서는 한 인간은 하나님의 형상으로 창조되었고 자신의 독특한 모습 속에서 자신의 정체성을 찾는다. 자신의 육체적 모습을 가지고 있는 사람은 유일하게 이 세상에서 오직 자신뿐이기에 자신의 존재가 의미 있게 된다. 그러나 자신 동일하게 생긴 사람들이 인위적으로 만들어지고 사회에서 활동한다면 인간으로서 존엄성은 없어지고 기계와 같은 사회적 기능을 담당하는 하나의 조작된 생명체로 전락할 수 있다.
인간이란 존재는 자연의 일부분이지만 하나님에 의해 창조된 인격적이며 영적 존재이다. 인간은 동물과 달리 하나님으로부터 영혼을 부여 받았다. 인간의 존엄성의 극치는 하나님의 아들이 동물의 양이 되지 않으시며 자신의 형상으로 지은 인격적인 존재로서 인간이 되신 것에 있다. 이렇게 인간은 그 형상에 있어서 고귀하기 때문에 성자 하나님이신 예수 그리스도도 친히 육신으로 인간과 함께 하셨다. 이렇게 인간은 시작부터 그의 소명 그리고 하나님과의 관계에서 다른 피조물과 다른 존엄한 존재라고 기독교는 주장한다.
라엘리안 무브먼트를 뺀 거의 모든 종교가 반대한다. 2000년대 초에 라엘리안 무브먼트 계통의 회사 클로네이드에서 인간복제에 성공했다고 주장한 적이 있지만 검증되지 않았다.

## 역사
1993년 10월 24일 『뉴욕 타임스』가 처음으로 보도하여 전 세계적인 이슈로 확산되었다. 1998년 대한민국 모대학 의과대병원에서 인간복제 실험이 성공했다는 보도가 나와 국내외에 센세이션을 일으키기도 했다.

### 규제
2015년 현재 70여개 국가에서는 인간복제를 금지하고 처벌하는 법률을 제정하였다.

## 같이 보기
- 호문쿨루스
- 황우석 사건
- 오리건 보건과학 대학교